# 2018年冬季奧林匹克運動會與帕拉林匹克運動會組織委員會
2018年冬季奥林匹克运动会与残疾人冬季奥运会平昌组织委员会是組織2018年冬季奥林匹克运动会以及2018年冬季帕拉林匹克運動會的一個組織，POCOG總部位於平昌，在江陵和首爾設有兩個辦事處。

## 外部連結
- Official web site